# A Liberdade
A Liberdade é uma obra filosófica do inglês John Stuart Mill publicada em 1859. Escrita depois da morte de sua esposa, é o resultado de parte do plano que consistia em gravar todas suas conclusões filosóficas.
Para a época, a era Vitoriana, o livro tinha um cunho radical advogando liberdade moral e econômica do Estado para os indivíduos. Mill não se opunha à intervenção do governo em questões econômicas; enquanto um liberal, ele acreditava que assim como os direitos dos proprietários precisavam ser resguardados, o Estado deveria também desempenhar o papel de redistribuir as riquezas.
Talvez um ponto memorável em sua obra seja a frase "Sobre si mesmo, sobre seu próprio corpo e mente, o indivíduo é soberano". Mill é compelido a dizer isto em vista do que chama de "a tirania da maioria" (noção extraída Da democracia na América de Alexis de Tocqueville) em que, através do controle da etiqueta e da moralidade, a sociedade é um poder não eleito capaz de coisas horríveis. Nesse sentido, seu trabalho pode ser considerado uma reação ao controle social exercido pela maioria em defesa da decisão individual.

## Edições em português
- MILL, J. S.. A Liberdade/Utilitarismo. Martins Fontes, 1a ed. 2000, 278p. ISBN 85-336-1341-5

## Leituras adicionais
- MATTOS, Laura Valladão de. Economia Política e Mudança Social. EDUSP 1a ed., 148p. ISBN 85-314-0454-1